# Bomaderry
Bomaderry är en ort i Australien. Den ligger i kommunen Shoalhaven Shire och delstaten New South Wales, i den sydöstra delen av landet, omkring 120 kilometer sydväst om delstatshuvudstaden Sydney. Antalet invånare är 6 600.
Närmaste större samhälle är Nowra, nära Bomaderry. 
Trakten runt Bomaderry består till största delen av jordbruksmark. Runt Bomaderry är det glesbefolkat, med 18 invånare per kvadratkilometer. Genomsnittlig årsnederbörd är 1 352 millimeter. Den regnigaste månaden är februari, med i genomsnitt 211 mm nederbörd, och den torraste är juli, med 36 mm nederbörd.